# Sinningia douglasii
Sinningia douglasii är en tvåhjärtbladig växtart som först beskrevs av John Lindley, och fick sitt nu gällande namn av Chautems. Sinningia douglasii ingår i släktet Sinningia och familjen Gesneriaceae. Inga underarter finns listade i Catalogue of Life.